# 薩比納 (伊利諾伊州)
薩比納（英語：Sabina）是位於美國伊利諾伊州麥克萊恩縣的一個非建制地區。該地的面積和人口皆未知。

## 地理
薩比納的座標為40°20′50″N 88°39′02″W / 40.34722°N 88.65056°W，而該地的平均海拔高度為237米（即788英尺）。